# Jean-Jacques Clérion
Jean-Jacques Clérion fue un escultor francés, nacido el año 1637 en Bocas del Ródano y fallecido el 1714 en París que trabajó para Luis XIV de Francia.

## Datos biográficos
Clérion nació en la Provenza francesa, pudiendo haber nacido en la localidad de Aix-en-Provence o en Trets. Fue alumno de Antoine Bobeau en Aix-en-Provence. En 1661 se trasladó a París, donde entró como aprendiz en el taller de François Girardon. En el período comprendido entre 1666 y 1673 vivió y trabajó en Roma .Durante gran parte de su carrera profesional trabajó en el Palacio de Versalles, incluyéndose en su producción algunas de las esculturas del famoso jardines de Versalles, como la "Fuente de Apolo". 
Su obra de admisión en la Academia francesa, fue un bajorrelieve de 1689 de Santiago el Menor, que se conserva en el Museo del Louvre. También realizó una copia de la Venus Calipigia para el Palacio de Versalles de Luis XIV en 1686, y una copia de la Venus de Médici que se conserva en el Castillo de Menars. Falleció en París.

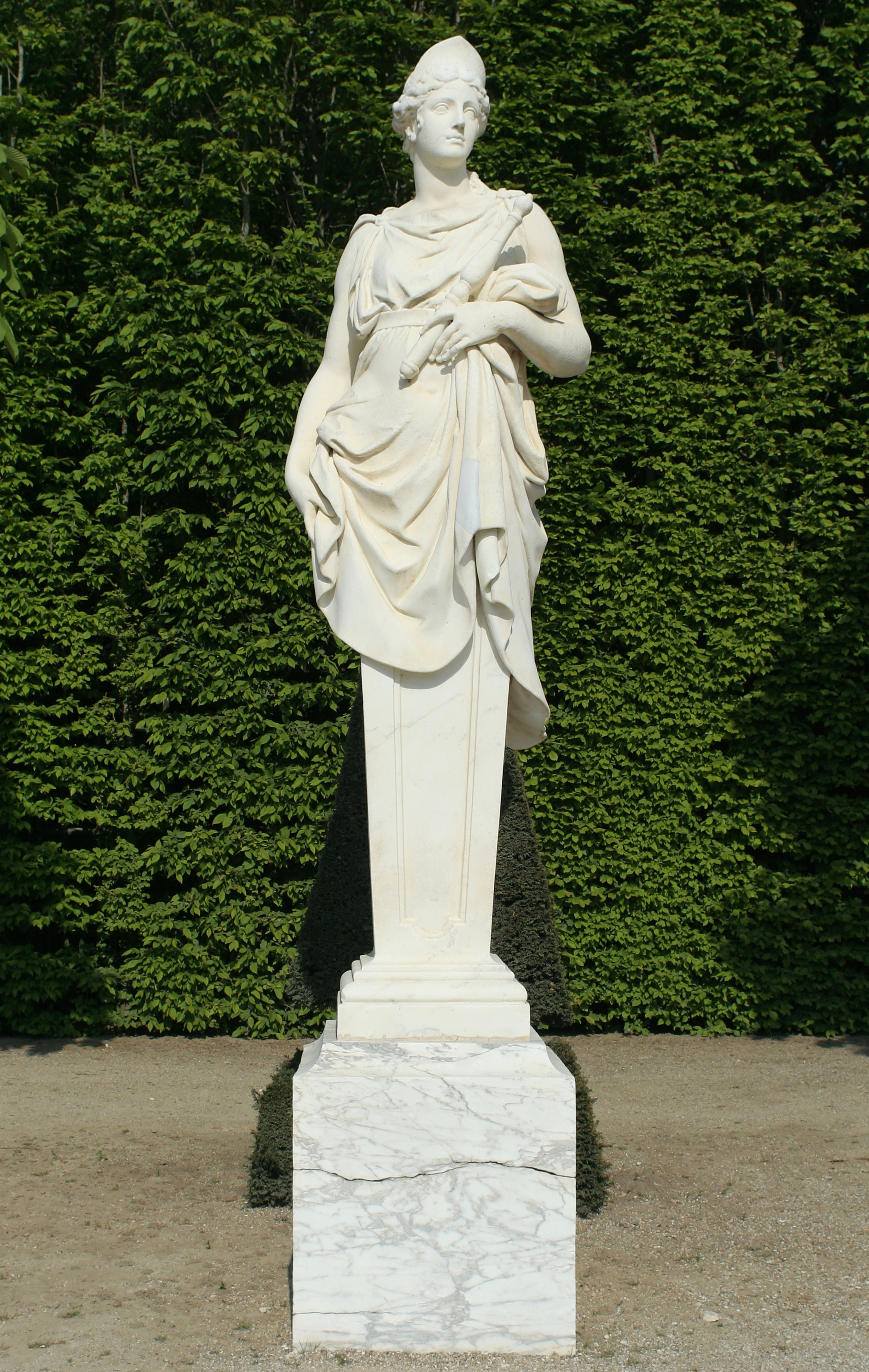
Estatua de la diosa Juno en Versalles
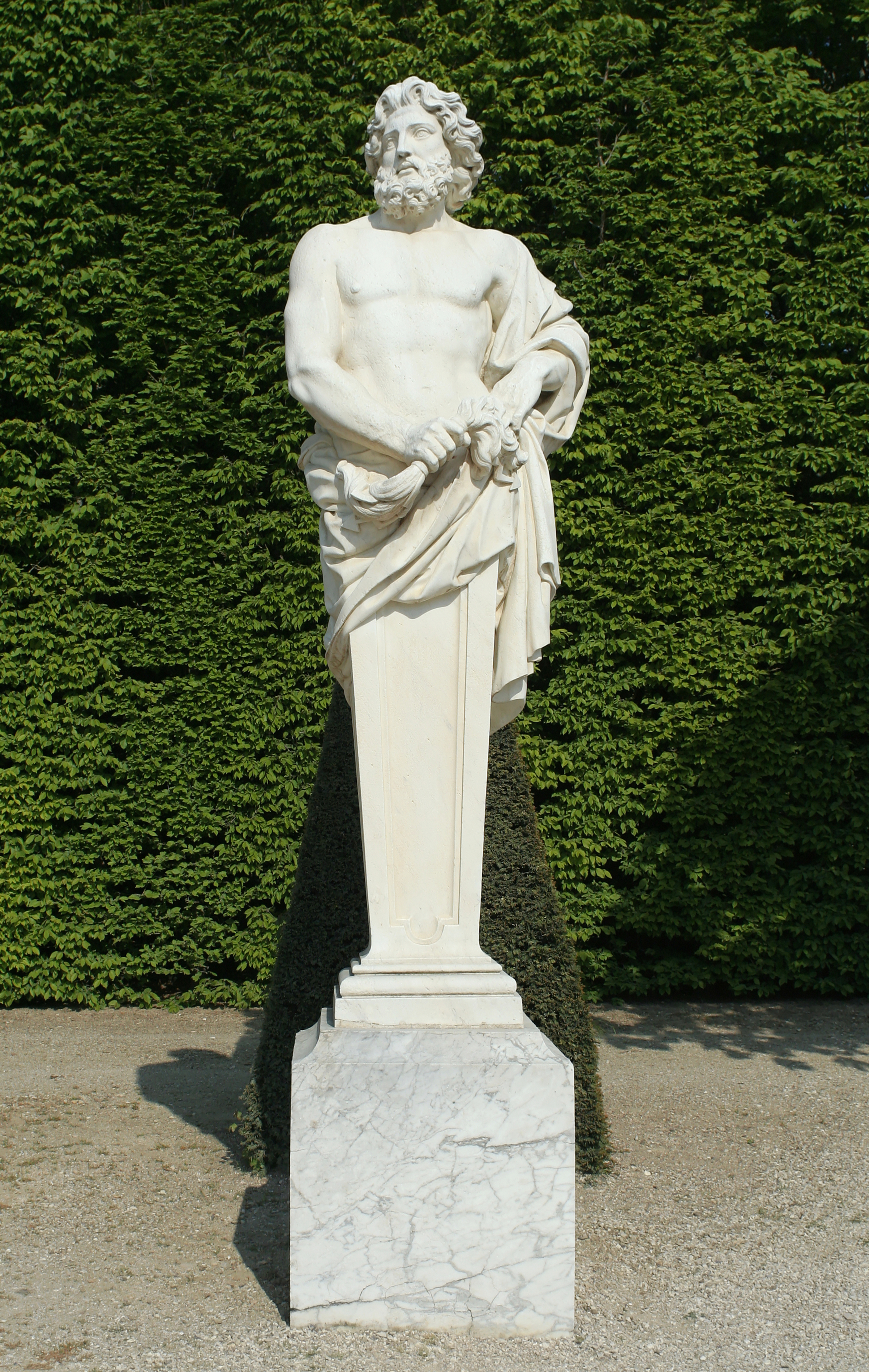
El dios Júpiter en los jardines de Versalles